# Joan Baez in Italy
Joan Baez in Italy è un album Live di Joan Baez, pubblicato dalla Vanguard Records nel 1967(solo in Italia) e successivamente nel 1969 e nel 1972. Il disco fu registrato dal vivo il 29 maggio 1967 al Teatro Lirico di Milano (Italia), eccetto il brano C'era un ragazzo che come me amava i Beatles e i Rolling Stones, registrato dal vivo il 2 giugno 1967 a Vienna (Austria).

## Tracce
Lato A
1. Farewell, Angelina – 3:05 (Bob Dylan)
2. Oh! Freedom – 3:40 (Brano tradizionale)
3. Yesterday – 2:15 (John Lennon, Paul McCartney)
4. Blowin' in the Wind – 3:35 (Bob Dylan)
5. There But for Fortune – 3:15 (Phil Ochs)
6. Kumbaya – 2:45 (Brano tradizionale)
7. A City Called Heaven – 2:15 (Brano tradizionale)
8. Saigon Bride – 4:45 (Joan Baez, Nina Dusheck)

Lato B
1. It's All Over Now Baby Blue – 3:40 (Bob Dylan)
2. Where Have All the Flowers Gone – 3:10 (Pete Seeger)
3. God on Your Side – 4:45 (Bob Dylan)
4. (We Want Our) Freedom Now – 4:20 (Brano tradizionale)
5. We Shall Overcome – 3:10 (Guy Carawan, Horton Baker, Mary Hamilton, Pete Seeger)
6. Donna Donna – 4:30 (Aaron Zeitlin, Sholom Secunda)
7. C'era un ragazzo che come me amava i Beatles e i Rolling Stones – 3:05 (Franco Migliacci, Mauro Lusini)

## Musicisti
- Joan Baez - chitarra, voce